# Termi (gmina)
Termi (gr. Δήμος Θέρμης, Dimos Termis) – gmina w Grecji, w administracji zdecentralizowanej Macedonia-Tracja, w regionie Macedonia Środkowa, w jednostce regionalnej Saloniki. W 2011 roku liczyła 53 210 mieszkańców. Powstała 1 stycznia 2011 roku w wyniku połączenia dotychczasowych gmin: Termi, Mikra i Wasilika. Siedzibą gminy jest Termi.